# كامل خليل الأسعد
كامل خليل الأسعد (1870 - 1924)
سياسي لبناني من نسل آل علي الصغير، عاصر أواخر الدولة العثمانية والحرب العالمية الأولى، كما عايش الإنتداب الفرنسي على لبنان وقيام دولة لبنان الكبير، تولى مناصب عديدة في الدولة العثمانية، عارض الفرنسيين في بداية أمرهم ثم تقرّب منهم.

## نسبه
هو كامل بن خليل بن أسعد بن خليل ابن الشيخ ناصيف بن نصار بن نصار السالمي الوائلي العاملي من آل علي الصغير.

## ولادته ونشأته
- ولد كامل خليل الأسعد في الطيبة- جنوب لبنان وذلك في العام 1870 ميلادي (1287 هجري). والده خليل بك الأسعد، متصرف لواء البلقاء.[2]
- درس في المدرسة السلطانية (المكتب الإعدادي في بيروت) وكان برئاسة الشيخ محمد عبده.

## كنيته وصفاته
- كنيته «أبو سطام» مع أنه لم يعقب سوى ببنتين.
- كان ذو بنية قوية، شديد البأس وجريئا وكان يحب مشاهدة المصارعة وكانت القباضايات تقصده لعرض عضلاتهم عنده. ويروى أنه من قوّته كان يمسح الطغراء (العملة العثمانية: المجيدي).[3]
- اشتهر بالكرم والسخاء إلى حد الإسراف والتبذير.[4]

## زوجاته وبناته
- تزوّج كامل بك خليل الأسعد من «الحاجة مريم العبد الله» ابنة الحاج حسن عبد الله أحد وجهاء بلدة الخيام الجنوبية فأنجبا ابنتين هما فاطمة وخديجة. كبراهما فاطمة المشهورة بأم كامل تزوجت من ابن عمها أحمد عبد اللطيف الأسعد وعُرفت بقوة شخصيتها، والأخرى خديجة تزوجت من ابن عمها محمد محمود الأسعد.
- كما تزوّج كامل الأسعد الحاجة فاطمة بنت ناصيف باشا بن علي بك الأسعد، والست فاطمة المذكورة هي من أنشأت حسينيّة بلدة الطيبة، أوّل حسينية في الجنوب اللبناني وفي لبنان عام 1925 ميلادي. كما تزوّج كامل بيك غيرها من النساء والظاهر أنه لم ينجب منها.

## المناصب الرسمية في الدولة العثمانية
- برز سياسيا لامعا في العهد العثماني وأسس جريدة ”الإدارة” في تركيا.[5]
- انتسب إلى حزب الائتلاف وكان من أركانه.
- حاز على لقب (سعادتلو) أي أمير اللواء العسكرية.
- عيّن مديرا للنبطية عام 1894 ميلادي ثم استقال.
- انتخب عضوا للمجلس العمومي في بيروت.
- عام 1908 انتخب عضوا عن ولاية بيروت في مجلس المبعوثان (البرلمان التركي)، وأعيد انتخابه عامي 1912 و 1914.
- كان الزعيم الجنوبي الأول حتى وفاته.

## كامل الأسعد إبّان الحرب العالمية الأولى
في الفترة التي سبقت وتلت الحرب العالمية الأولى (1912 - 1918) شهدت الحياة السياسية لكامل خليل الأسعد العديد من التقلّبات، فقد تقرّب فترة من الفرنسيين ثم عاد ووطّد علاقته بالأتراك وقاتل معهم في الحرب، وما إن انهارت الدولة العثمانية حتى سارع لرفع راية الثورة العربية في النبطية.
فقد حظي كامل الأسعد برضى القنصلية الفرنسية في بيروت التي أمّنت له أصوات المسيحيين في انتخابات مجلس المبعوثان في العام 1912.
كما كانت علاقته وثيقة بالدولة العثمانية، فحاز منها على الألقاب والمناصب وانتخب عضوا في المجالس التمثيلية التابعة لها. ومع مجيء جمال باشا إلى سوريا تقرّب منه ووشى له بحركة عبد الكريم الخليل ورضا الصلح وأفشى أمرهما له مما أدى إلى إعدام عبد الكريم الخليل. وكان الخليل قد شارك في تأسيس فرع للثورة العربية في بلاد الشام بالتنسيق مع الشريف حسين، وكان قد اتصل بأعيان جبل عامل كالسيد محمد إبراهيم والشيخ أحمد رضا والشيخ راشد عسيران.
مع اندلاع الحرب العالمية الأولى، جهّز الأسعد 500 عسكريا من رجاله للمحاربة مع الأتراك.
ومع انتهاء الحرب العالمية الأولى وخسارة الدولة التركية للحرب، أُُعلنت في مدينة صور حكومية محلية موالية للأمير فيصل برئاسة سعيد مملوك. وتماشيا مع الجو العام السائد في جبل عامل، سارع كامل الأسعد في العام 1918 لرفع راية الثورة العربية المربعة الألوان فوق دارة آل الفضل في النبطية بحضور ممثل الأمير فيصل إيليا الخوري.
وهكذا بعد أن وشى كامل الأسعد برجال الثورة العربية في جبل عامل، عاد ورفع رايتها في النبطية وأعلن معارضته للإنتداب الفرنسي.

## كامل الأسعد والإنتداب الفرنسي
بهدف تجميع القوى المناهضة للفرنسيين، جرت مساع عديدة للصلح بين كامل الأسعد ورضا الصلح إلا أنها اصطدمت برفض كامل الأسعد الذي اعتبرها مقدمة للانقضاض على زعامته. والظاهر أن الأسعد كان يراسل الفرنسيين وينسّق معهم سرّا وفي العلن كان يساير العامليين ويطالب بالوحدة العربية.
- في 5 تشرين الثاني (نوفمبر) 1918 دعا كامل الأسعد إلى اجتماع في النبطية حضره زهاء 1000 شخص اتفقوا على الانضمام للوحدة العربية ومبايعة الملك فيصل والشريف حسين.
- عمل الفرنسيون على التقرّب من بعض الزعامات العاملية، فأنتج هذا التقرّب عريضة موقّعة من عدد قليل من مخاتير وأعيان قضاء صور، تمّ رفعها إلى مؤتمر السلم المنعقد في باريس طالبوا فيها بالانضمام إلى دولة لبنان الكبير.[7]
- في شباط 1920 أرسل كامل الأسعد لوائح وعرائض إلى الشيخ علي حلاوي والشيخ عبد الحسين صادق لتوقيعها من القرى والمخاتير معتذرًا بأن فيها سلامته وكانت اللوائح تتضمن ضم جبل عامل إلى لبنان الكبير.
- في آذار 1920 عُقد اجتماع على جسر نهر الخردلي بين أعيان جبل عامل والفرنسيين، وقد طلب الفرنسيون من الأعيان تأييدهم ورفض مقررات المؤتمر السوري العام فرفض العامليون وعلى رأسهم كامل الأسعد.
- على أثر شيوع خبر العرائض التي يجهّزها كامل الأسعد والتي تطالب بالانضمام إلى دولة لبنان الكبير، هدّد رؤوساء عشائر الفضل العربية كامل الأسعد وطلبوا إليه توضيح موقفه من الثوار فإما أن يكون معهم وإما مع فرنسا فيكون عرضة لحربهم.
- أوفدت حكومة فيصل كل من (أحمد المريود) و (أحمد عاصي) لإبلاغ كامل الأسعد بحسم موقفه الملتبس، فإمّا أن يكون مع حكومة فيصل فيستعدّ لإعلان الثورة أو لا فيكون لهم معه شأن آخر. فاستمهل الأسعد لإستشارة العلماء والأعيان فدعا إلى انعقاد مؤتمر وادي الحجير.[8]
- في 24 نيسان 1920 ميلادي، وبدعوة من كامل الأسعد، عُقد اجتماع في منطقة وادي الحجير حضره زهاء 600 من وجهاء وعلماء وأعيان جبل عامل، أكّد على الوحدة العربية وعلى مبايعة فيصل ملكا عليهم. وقد أصبح يُعرف فيما بعد بمؤتمر علماء وادي الحجير أو مؤتمر وادي الحجير.
- في 5 أيار 1920، وقعت بعض أعمال العنف بين قرية عين إبل المسيحية وقرية حانين الشيعية، فتذرّع الفرنسيون بهذه الذريعة وبحجة حماية المسيحيين شنوا حملة على جبل عامل عرفت بحملة (نيجر)، وهذه الحملة كانت كردة فعل على مؤتمر وادي الحجير.
- ابتدات الحملة في 18 أيار 1920 واستمرت 17 يوما، استعمل فيها الفرنسيون الدبابات والمدافع الثقيلة والمدرعات بقيادة الكولونيل نيجر.
- عرض الأمير فيصل إرسال قوافل من المساعدات من عتاد وأسلحة وأطباء إلى جبل عامل، إلا ان كامل الأسعد أرجع هذه القوافل معوّلًا على الحل السلمي، وبقي هذا الموقف من المواقف المبهمة لكامل الأسعد.
- في 28 أيار 1920 اجتمع كامل الأسعد مع الكولونيل نيجر في هونين، وبعد هذا اللقاء قرر الفرار ففر من بلدة الطيبة إلى الجاعونة في فلسطين منها إلى دمشق.
- في 29 أيار نهبت القوات الفرنسية دارة آل الأسعد في الطيبة لأنه احتال على الكولونيل نيجر حيث كان قد دعاه إلى مائدة طعام وفرّ إلى الجاعونة.
- في 5 حزيران 1920، وكشرط لوقف الحملة العسكرية، وقّع زهاء 200 شخص من علماء ووجهاء جبل عامل على الوثيقة الفرنسية التي هي أشبه بوثيقة الإستسلام، إذ تضمنت: النفي المؤبّد لكامل بك الأسعد والسيد عبد الحسين شرف الدين وغيرهم، الإعدام لصادق حمزة وأدهم خنجر وغيرها من المقررات والغرامات المالية التي أهلكت الحرث والنسل في جبل عامل.[9]
- وفي 24 تموز 1920 هُزم الملك فيصل وطُرد من دمشق، وخرج كامل بك أيضا منها مع رجال فيصل. وقبيل دخول الجيش الفرنسي، أعلن الجنرال غورو قيام «دولة لبنان الكبير» وقد ضم جبل عامل اليها.
- بعد معركة ميسلون بدأ التيار الوحدوي بالانكفاء، وبدأت القيادات العاملية وعلى رأسها يوسف الزين بالانخراط في مؤسسات دولة لبنان الكبير. فرأى كامل الأسعد ان هذا الأمر يؤثر على زعامته فأرسل برسالة طويلة إلى الجنرال غورو يعرب فيها عن رغبته التعاون معه، فعفا عنه وأرجعه إلى بلدته.

## وفاته
توفي سنة 1924 ميلادي (1342 هجرية) في الطيبة من جبل عامل ودفن فيها وذلك إثر مرض قصير الأجل.